# Czech Nature Photo
Czech Nature Photo je soutěž, která hodnotí a představuje nejlepší snímky živé přírody. Soutěž prezentuje přírodu celého světa, tak jak ji vidí čeští a slovenští fotografové. Soutěž následuje stejnojmenná výstava fotografií v Praze, která po skončení putuje po celé České republice.
Soutěž je určena jak profesionálním, tak pokročilým amatérským fotografům.
Czech Nature Photo nese poselství, které chce sdělovat, že každý z nás má zodpovědnost za stav přírody na celé naší planetě, a motivovat veřejnost k aktivní ochraně planety.

## Zakladatel soutěže
Multižánrové centrum zaměřené na fotografii Czech Photo Centre organizuje již více než dvacet let prestižní novinářskou soutěž Czech Press Photo, ve které sdružuje nejlepší české a slovenské fotografy, kteří každoročně přinášejí obrazové svědectví o událostech napříč celým světem. Založili také její „sestru“ – soutěž Czech Nature Photo.

## Soutěžní kategorie
- Savci (volně žijící)
- Ptáci (volně žijící)
- Plazi, obojživelníci a podvodní život (volně žijící)
- Bezobratlí (hmyz, korýši, měkkýši a další – volně žijící)
- Rostliny a houby (volně rostoucí)
- Krajina
- Zvířata v lidské péči
- Série – speciální kategorie pro série fotografií přírody
- Cena za nejlepší fotografii české přírody – speciální kategorie, jejímiž partnery jsou Správa Krkonošského národního parku a Národní park Šumava
- Příroda v Praze – speciální kategorie vypisovaná magistrátem hlavního města Prahy
- Ohrožené druhy a jejich ochrana – speciální kategorie vypisovaná Zoo Praha

## Ceny

#### Fotografie roku Czech Nature Photo
„Fotografie roku“ je hlavní cenou soutěže. Titul je udělen porotou soutěže. Autor získává peněžitou odměnu 20 000 korun, fotoaparát Olympus OM-D E-M5 Mark III s objektivem M.Zuiko Digital ED 14‑42mm F3.5-5.6 EZ Pancake, fotobatoh f-stop Lotus včetně Medium Slope ICU a diplom potvrzující vítězství v soutěži.

#### Ceny v soutěžních kategoriích
V každé ze soutěžních kategorií porota vybere tři nominované fotografie a z nich vítěznou fotografii. Všichni vítězové jednotlivých kategorií (s výjimkou speciální kategorie „Ohrožené druhy a jejich ochrana“) získávají peněžitou odměnu 10 000 korun, dárkový poukaz v hodnotě 5000 korun na nákup fotografického příslušenství a diplom potvrzující vítězství v dané kategorii.

#### Cena diváků
Vítěze určí návštěvníci výstavy. Divácké hlasování probíhá během trvání výstavy a vítěz získá fotoaparát Olympus E-M10 Mark III s objektivem M.Zuiko Digital ED 14‑42mm F3.5-5.6 EZ Pancake a diplom potvrzující vítězství v hlasování veřejnosti.

## Porota
Hlavní porota má většinou okolo pěti členů a tvoří ji každoročně obměňovaná sestava odborníků. V porotě jsou zastoupeni profesionální fotografové, publicisté, šéfredaktoři časopisů nebo ochránci přírody. Kvůli zajištění objektivity hodnocení tvoří členy poroty i cizinci. Firemní ceny si volí sponzorské firmy samy.